# Llac Kaulime
El llac Kaulime és un llac que es troba a Malawi, ubicat concretament dins el Parc Nacional Nyika, i que té una superfície de 1,3 hectàrees. Dels quatre cossos d'aigua que hi ha, el llac Kaulime és l'únic llac format de manera natural.

## Geografia
El llac, de fins a 1,3& ha, es troba al bell mig de les terres altes de l'altiplà de Nyika, a 2.200 m d'altitud i a uns 8 km a l'oest de Chelinda.

## Descripció
Es diu que el llac va ser creat per una esllavissada de terra que va bloquejar la sortida d'un petit afluent al Northern Rukuru.
L'autor Richard Newton, que va treballar originalment per al Departament de Parcs Nacionals de Malawi, descriu el petit llac com un fenomen misteriós: "no hi ha cap entrada, cap sortida, només aigua que reflecteix el cel".

## Flora i fauna =
El licòsid Trabea nigristernis de la vora del llac és una espècie especial d'aranya originària només de Malawi.
El llac, que es troba lluny de l'habitació humana, és utilitzat pels animals salvatges com a abeurador. Això permet als visitants del parc nacional observar animals en estat salvatge amb relativa facilitat.